# Паттисон, Ли Марион
Ли Марион Паттисон (англ. Lee Marion Pattison; 22 июля 1890, Гранд-Рапидс, Мичиган — 22 декабря 1966, Клермонт, Калифорния) — американский пианист, композитор, аранжировщик, оперный режиссёр и педагог. Примерно с 1919 по 1931 год он был членом популярной команды двух фортепиано Гая Майера и Ли Паттисона. концертный зал ли Паттисона в колледже Скриппса в Клермонте, штат Калифорния, назван в его честь.

## Ранняя жизнь
Ли (Марион) Паттисон родился в Гранд-Рапидсе, штат Висконсин, 22 июля 1890 года. Его отец, Джозеф Мэрион Паттисон, был учителем в государственной школе, а мать, Мэри Элис Маквикер, частным учителем музыки. Когда он был ещё мальчиком, его семья переехала в Айову, где он провел большую часть жизни.

## Биография
Окончил Консерваторию Новой Англии (1913) у Карла Бермана (фортепиано) и Джорджа Чедуика (композиция), затем совершенствовал своё мастерство в Берлине у Артура Шнабеля. Наибольшей известностью пользовался как участник фортепианного дуэта с Гаем Майером, концертировавшего в 1916—1931 гг. — по мнению журнала Time, лучшего в то время фортепианного дуэта в мире; как отмечал Сильвио Шонти, с успеха дуэта Майера и Паттисона начался бурный всплеск интереса к этой форме музицирования.
В 1922 году они присоединились к Леопольду Годовскому в финальном номере концерта в Карнеги-холле, исполнив написанный им трёхголосный контрапунктический парафраз. Годовский посвятил эту работу Майеру и Паттисону.
В 1928 году в Карнеги-Холле состоялась премьера оперы Моцарта «Анданте и вариации» К. 501, сочиненной в 1786 году, но никогда ранее не исполнявшейся в нью-йоркском зале.
В дальнейшем занимал ряд административных должностей: в 1935 г. был назначен региональным директором Федерального музыкального проекта по Новой Англии, в сезоне 1936/1937 был директором Метрополитен опера и др. В 1941—1962 гг. преподавал в Калифорнии.